# 大叶东京鱼藤
大叶东京鱼藤（学名：Derris tonkinensis var. compacta）为豆科鱼藤属下的一个变种。

## 扩展阅读
- 維基物種上的相關：大叶东京鱼藤